# Gift of Gab (película de 1934)
Gift of Gab es una película cómica realizada en blanco y negro de 1934 por Universal Pictures. 

## Reparto
- Edmund Lowe como Phillip "Gift of Gab" Gabney.
- Gloria Stuart como Barbara Kelton.
- Ruth Etting como Ruth.
- Phil Baker como médico distraído.
- Ethel Waters como Ethel.
- Alice White como Margot.
- Alexander Woollcott como cameo.
- Victor Moore como Coronel Trivers.
- Hugh O'Connell como Patsy.
- Helen Vinson como enfermera.
- Gene Austin como artista en la radio.
- Tom Hanlon como anunciante en la radio.